# André Delvaux
André Albert Auguste baron Delvaux (Oud-Heverlee, 21 maart 1926 – Valencia, 4 oktober 2002) was een Belgisch filmregisseur.

## Levensloop
Delvaux studeerde germanistiek, rechten en muziek. Zijn eerste films waren documentaires voor de Belgische televisie. Hij debuteerde als filmregisseur in 1965 met De man die zijn haar kort liet knippen. Hij nam met zijn films één keer deel aan het filmfestival van Berlijn en drie keer aan het filmfestival van Cannes. In 1975 en 1980 was hij ook jurylid in Cannes. De Belgische koning Albert II verleende hem in 1996 de titel van baron.
Delvaux stierf in 2002 in de Spaanse stad Valencia aan een hartaanval.

## Filmografie
- 1966: De man die zijn haar kort liet knippen
- 1968: Un soir, un train
- 1971: Rendez-vous à Bray
- 1973: Belle
- 1979: Een vrouw tussen hond en wolf
- 1983: Benvenuta
- 1985: Babel Opéra
- 1988: L'Œuvre au noir

- Bibliothèque nationale de France: cb121523030 (data)
- Digitale Bibliotheek voor de Nederlandse Letteren: delv002
- Gemeinsame Normdatei: 119323966
- International Standard Name Identifier: 0000 0001 0870 3040
- Library of Congress Control Number: n87801693
- Nationale Bibliotheek van Tsjechië: jn20000700382
- Nationale Bibliotheek van Israël: 987007421786905171
- Nederlandse Thesaurus van Auteursnamen: 07270506X
- SNAC: w6ss2jvg
- Système universitaire de documentation: 057034427
- Virtual International Authority File: 12345499
- WorldCat: E39PBJkxGTK3XXVh83C3gyYgKd

De man die zijn haar kort liet knippen (1966) · Un soir, un train (1968) · Rendez-vous à Bray (1971) · Belle (1973) · Een vrouw tussen hond en wolf (1979) · Benvenuta (1983) · Babel Opéra (1985) · L'Œuvre au noir (1988)